# Monica Mureșan Sas
Monica Mureșan Sas (n. 7 august 1967) este Maestru Emerit al sportului în culturism2003 , Antrenor Emerit din 2009 iar in 2006 a primit carnetul de Arbitru International . Ca antrenor a pregatit pe Campioana Mondiala absoluta la fitness junioare 2010  Cupsa Laura  si Campionul European la fitness juniori 2009  Man Ionut .Din anul 2005 este membru al Biroului Federal la Federatiei Romane de Culturism si Fitness : Presedinte Comisiei - Fitness și Bodyfitness.
1996
Campionatele Europene de Amatori - IFBB, categoria mijlocie, locul 2
1997
Campionatele Europene de Amatori - IFBB, mijlocie, 3

1998
Campionatele Europene de Amatori - IFBB, mijlocie, 3

1999
Campionatele Europene de Amatori - IFBB, mijlocie, 3
Campionatele Mondiale de Amatori - IFBB, categoria grea, 8
2OOO
Campionatele Europene de Amatori - IFBB, categoria grea, 1
Campionatele Europene de Amatori - IFBB, perechi , 2
2001
Campionatele Mondiale de Amatori - IFBB, grea, 4

2002
Campionatele Mondiale de Amatori - IFBB, grea, 2

2003
Campionatele Mondiale de Amatori - IFBB, grea, 1 + OVERAL